# Dumitru Popescu
Dumitru Popescu, zis „Dumnezeu”, (n. 18 aprilie 1928, Turnu Măgurele, Teleorman, România – d. 22 noiembrie 2024) a fost un om politic, jurnalist, prozator, poet și memorialist român.